# Григорово (Нагорьевское сельское поселение)
Григорово — деревня в Переславском районе Ярославской области России, входит в состав Нагорьевского сельского поселения.

## География
Деревня расположена в междуречье рек Нерль и Кубрь в 7 км на юг от центра поселения села Нагорье и в 47 км на северо-запад от города Переславль-Залесский.

## История
В середине XIX века деревня относилась к Адриановскому приходу. В 1859 году в ней числилось 46 дворов, в 1905 году — 90 дворов.
В конце XIX — начале XX века деревня являлась крупным населённым пунктом в состав Хмельниковской волости Переславского уезда Владимирской губернии.
С 1929 года деревня входила в состав Андриановского сельсовета Переславского района, с 2005 года — в составе Нагорьевского сельского поселения.

## Население
| 1859 | 1897 | 1905 |
| ---- | ---- | ---- |
| 386  | 536  | 535  |

| 1859 | 1905 | 1926 | 2007 | 2008 | 2010 |
| ---- | ---- | ---- | ---- | ---- | ---- |
| 386  | ↗535 | ↗696 | ↘44  | →44  | ↘37  |